# Nel Karelse
Neeltje Jannetje (Nel) Karelse (Kortgene, 25 januari 1926 – Breda, 20 oktober 2015) was een Nederlandse atlete. Zij manifesteerde zich op de sprint en het verspringen in de periode direct na de Tweede Wereldoorlog. Hoogtepunt in haar carrière was haar deelname aan de Olympische Spelen van 1948 in Londen.

## Biografie

### Trainingskamp
Nel Karelse, die lid was van de atletiekvereniging De Zeeuwen in Vlissingen, maakte vanaf de winter van 1947 deel uit van de olympische selectie die onder begeleiding van Jan Blankers, de echtgenoot van Fanny Blankers-Koen, wekelijks bijeenkwam in de bossen van het Gooise Natuurreservaat bij Hilversum voor de verplichte olympische conditietraining. Dit was revolutionair voor een tijd waarin topvorm vooral werd bepaald door het klimaat: als de lente kwam, kwamen de spikes tevoorschijn. In andere landen bestond wintertraining in die tijd uit gymnastische oefeningen, één keer in de week. De mannen van de Nederlandse selectie kwamen elke donderdag in het Gooise Natuurreservaat bijeen, de vrouwen elke zaterdag. Wat betreft de vrouwen was het, voor zover bekend, het eerste trainingskamp ter wereld.

### Ruilhandel
Zo min mogelijk werd in de olympische voorbereiding aan het toeval overgelaten. Zo kregen de olympische kandidaten tijdens de voedselbeperkingen na de oorlog extra bonnen voor suiker, vlees, boter, brood en kaas. Je had echter geld nodig om ze te verzilveren. Er ontstond daardoor een ruilhandel, meestal op basis van sympathie. Nel Karelse speelde hierin een centrale rol. Als slagersdochter (haar vader had bovendien een melkhouderij) kon zij alles eten wat haar hartje begeerde. Zij gaf haar bonnen dus weg aan anderen, zoals aan Xenia de Jong, die afkomstig was uit Den Haag en in Londen deel zou uitmaken van de 4 x 100 m estafette. Weldoenster Karelse meldde zich trouw voor de centrale trainingen in Hilversum, een reis vanuit Kortgene van een halve dag heen en een halve dag terug.
Ondanks de voor die tijd Spartaanse voorbereiding ging het met Nel Karelse op de Spelen in Londen bij het verspringen toch nog bijna mis. De Zeeuwse, gewend aan eenzame trainingen op een grasveldje in Kortgene, raakte bij de verspringkwalificaties in paniek door het indrukwekkende decor van het olympisch stadion en vergat alle lessen en regels, opgedaan bij wedstrijden en trainingen. 'Ik was volkomen de kluts kwijt. Het is omdat Gerda (van der Kade) mij tot rust heeft gebracht met een paar woorden, anders had ik nooit de finale gehaald. Dankzij haar maakte ik nog één goede sprong.' In de finale wist Nel Karelse met een sprong van 5,545 m een vijfde plaats te behalen, direct achter de als vierde eindigende Gerda van der Kade-Koudijs.
Karelse kwam in Londen ook uit op de 200 m, waarin zij in de halve finale met een vijfde plaats werd uitgeschakeld. Nel Karelse: 'Als atlete deed je maar wat in de voorbereiding. Ik ging juist voor wedstrijden ijzig hard trainen met als gevolg dat je met stijve spieren aan de start verscheen en niets presteerde.'

### Zegereeks doorbroken
Door haar optreden op olympisch niveau kreeg Nel Karelse ook te maken met een minder plezierige kant van de sport: de "jacht" op mannelijke atletes, die in Nederland enkele jaren later zijn dieptepunt zou bereiken in de schorsing van de Friese sprintster Foekje Dillema. Gerda van der Kade: 'Er liep een aantal atletes rond over wie getwijfeld werd, of ze wel bij de dames mee mochten doen. De Poolse Walasiewicz was het beroemdste voorbeeld. Die hebben we nog in Oslo gezien, bij de EK van 1946. Fanny was heel fanatiek wat dat betreft. Wij hadden Nel Karelse in de ploeg, een beetje mannelijk meisje. Wat ze allemaal niet verzon om haar te "betrappen", was gewoon gênant. Dat is een hele afschuwelijke situatie geworden in het olympisch dorp, waarmee ik niets te maken wilde hebben. Uit protest ben ik op mijn bed gaan liggen en ik dacht: bekijken jullie het allemaal maar. Hier wil ik geen deel van uitmaken. Als je dat nu zo graag wil weten, vind ik, moet je het op een nette manier – via artsen – laten uitzoeken.'
Nel Karelse werd nooit Nederlands kampioene op haar beste olympische nummer. Zij wist echter wel eenmaal de naoorlogse zegereeks van Fanny Blankers-Koen op de 200 m te doorbreken door in 1949 het Nederlands kampioenschap op deze afstand voor zich op te eisen.

## Privéleven
Nel Karelse overleed in 2015 op 89-jarige leeftijd in haar woonplaats Breda.

## Nederlandse kampioenschappen
| Onderdeel | Jaar |
| --------- | ---- |
| 200 m     | 1949 |

## Persoonlijke records
| Onderdeel   | Prestatie | Datum        | Plaats    |
| ----------- | --------- | ------------ | --------- |
| 100 m       | 12,4 s    | 1948         |           |
| 200 m       | 25,2 s    | 10 juli 1948 | Eindhoven |
| verspringen | 5,715 m   | 18 juli 1948 | Rotterdam |

## Palmares

### 200 m
- 1948: 5e in ½ fin. OS - 25,1 s
- 1949:  NK - 26,8 s

### verspringen
- 1948: 5e OS - 5,545 m